# San Francesco di Paola (Genua)

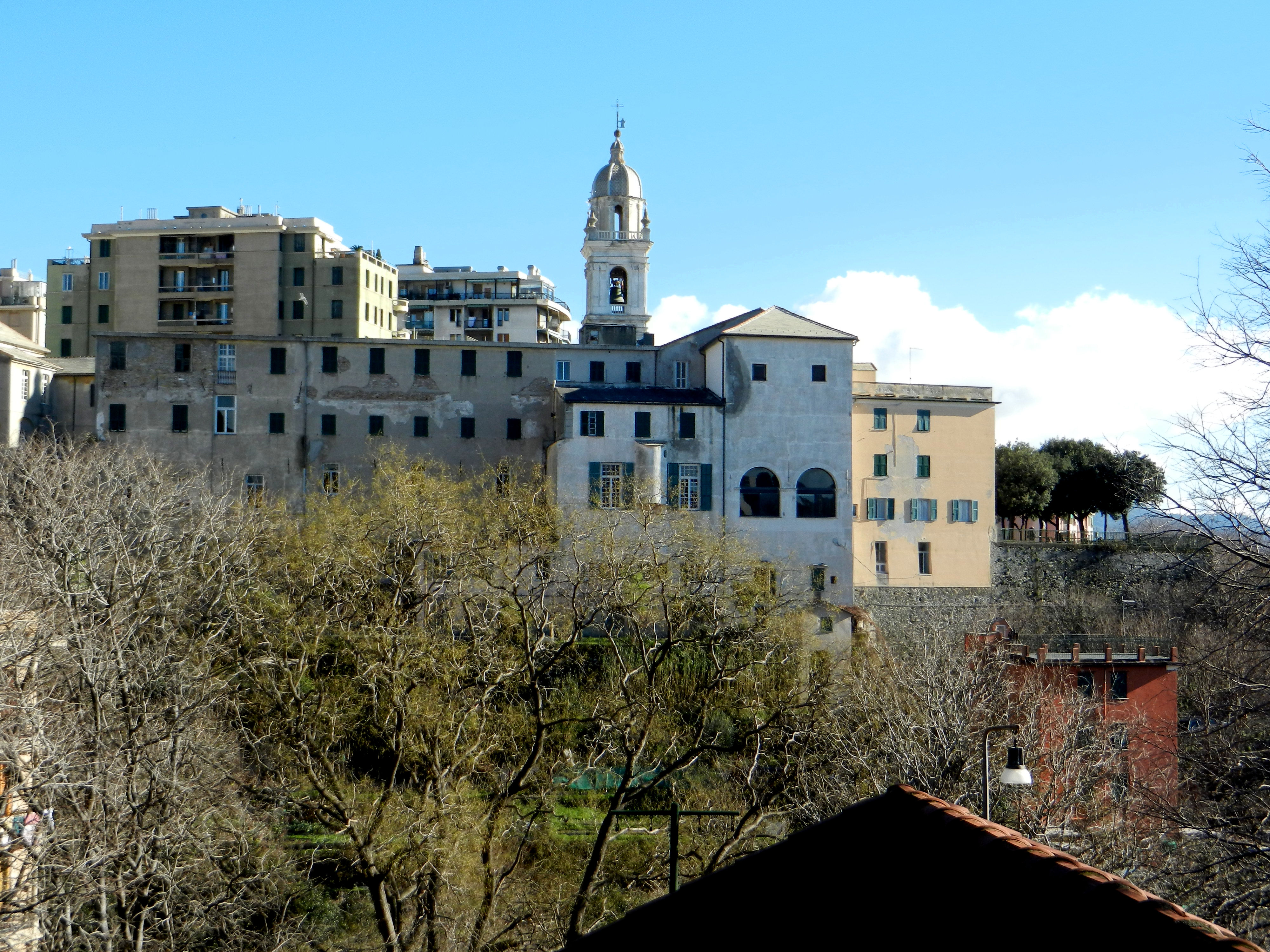
San Francesco di Paola

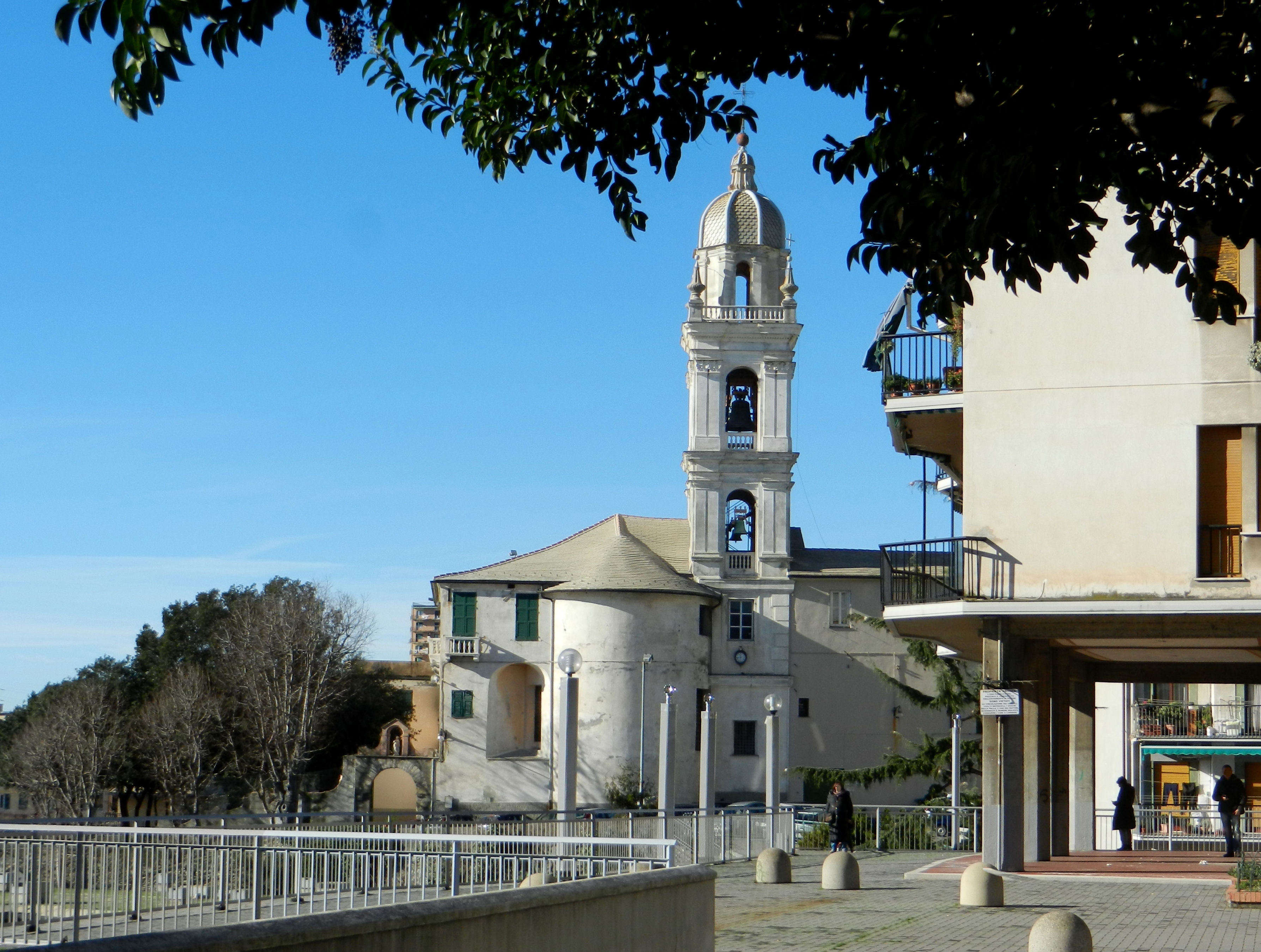
Ansicht der Apsisseite

Die Basilika San Francesco di Paola ist eine römisch-katholische Kirche im Genueser Stadtteil San Teodoro in der italienischen Region Ligurien. Die Wallfahrtskirche des Erzbistums Genua mit dem Titel einer Basilica minor ist dem hl. Franz von Paola gewidmet, Gründer des Paulanerordens und Schutzpatron der Seeleute. Die heute barocke Kirche wurde Ende des 15. Jahrhunderts errichtet.

## Geschichte
Die Kirche, die ebenfalls Jesus und Maria gewidmet ist, wurde Ende des 15. Jahrhunderts auf einem Grundstück errichtet, das 1487 von dem Adligen Ludovico Centurione erworben wurde, um dort ein Kloster für die Paulaner zu bauen. Der Überlieferung zufolge war es der Heilige selbst, der 1483 auf der Durchreise durch Genua den Hügel als Standort einer Jesus und Maria geweihten Kirche bezeichnete.
Die Kirche wurde in ihrer heutigen Form im 17. Jahrhundert auf Initiative von Veronica Spinola, der Fürstin von Molfetta, vollständig umgebaut. Die Ausstattung erfolgte dank der Beiträge von Adelsfamilien wie Doria, Balbi und Spinola. Im 19. Jahrhundert wurde das Kloster von der savoyischen Regierung enteignet und ging später an den Orden zurück. 1930 wurde die Wallfahrtskirche von Papst Pius XI. in den Rang einer Basilica minor erhoben.
Durch Bombenangriffe während des Zweiten Weltkriegs schwer beschädigt, wurde die Kirche erst wieder 1970 nach langwierigen Restaurierungsarbeiten fertiggestellt.

## Beschreibung

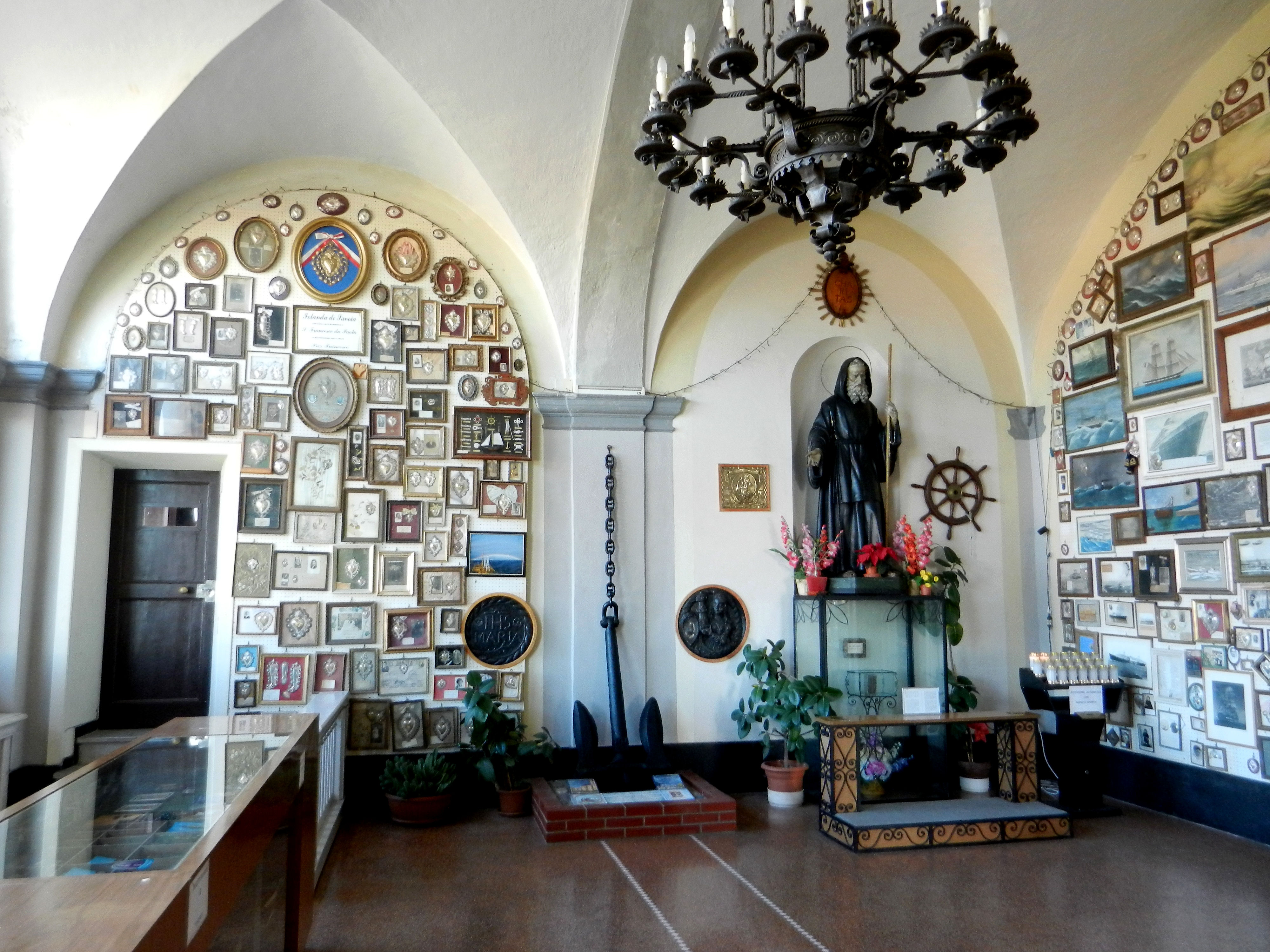
Atrium mit Votivgaben: u. a. die Statue von Franz von Paola und ein Anker des ANMI

Die Wallfahrtskirche befindet sich im Genueser Stadtteil San Teodoro auf einem Hügel in 132 m Höhe. Vor dem Komplex, der aus der Kirche und dem Kloster der Paulaner-Patres besteht, liegt ein großer, von Bäumen gesäumter Kirchhof, von dem aus man einen Panoramablick auf die Altstadt und das Becken des alten Hafens hat. Zum „Heiligtum der Seeleute“ führt als traditioneller Weg die Salita San Francesco da Paola, eine breite gepflasterte Straße mit den Kreuzwegstationen auf beiden Seiten, die im 19. Jahrhundert eröffnet wurde und eine frühere steile und enge Straße ersetzte, die teilweise der heutigen Salita del Passero entspricht.
Die Kirche hat keine Sichtfassade und alle Umfassungsmauern sind kahl: Man betritt sie vom Kirchhof aus durch einen kurzen Gang und ein helles Glasatrium, in dem die zahlreichen Votivgaben gesammelt sind, die die Seeleute im Laufe der Jahrhunderte ihrem Schutzpatron dargebracht haben. Im Atrium befinden sich außerdem eine Statue des Heiligen und ein großer Anker, der 2002 von der Nationalen Vereinigung italienischer Seeleute (ANMI) für das Heiligtum gestiftet wurde.
Der Glockenturm mit quadratischem Grundriss, der sich zwischen der Kirche und dem Kreuzgang befindet, wird von einer Kuppel gekrönt. Anlässlich der Erhebung des Heiligtums zu einer Basilica minor am 25. Mai 1930 wurde auf dem Glockenturm die „Meeresglocke“ installiert, die jeden Abend in der Abenddämmerung mit ihrem langsamen Läuten an die auf See gestorbenen Seeleute erinnert.

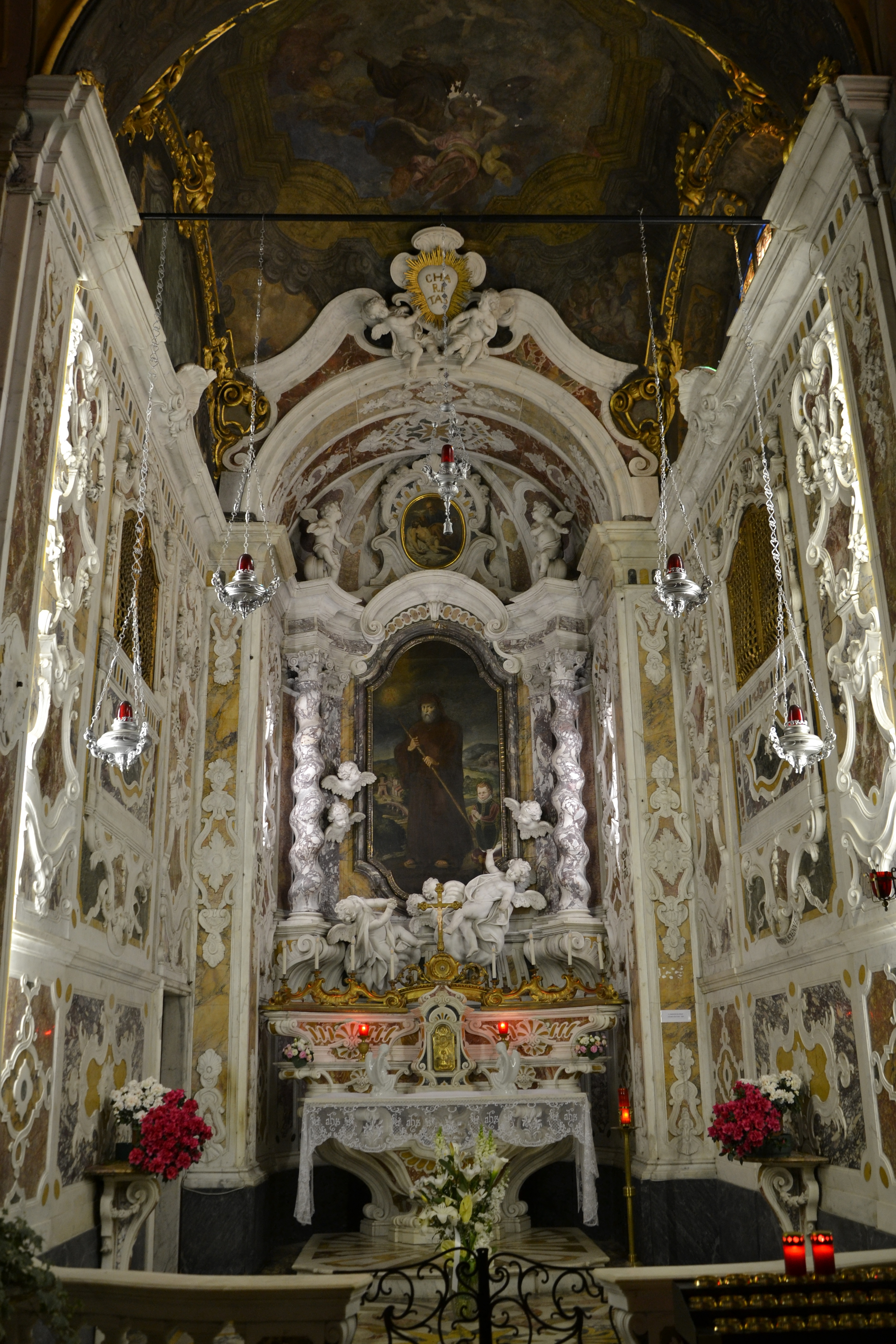
Kapelle des Franz von Paola

Der Innenraum der dreischiffigen Basilika ist mit Stuck und Gemälden reich verziert. Die Seitenschiffe werden durch vierzehn Säulen vom Hauptschiff abgegrenzt, zehn Seitenaltäre nehmen ihren gesamten Raum ein. Unter den verschiedenen Kapellen ist die dem Schutzpatron gewidmete Kapelle mit einem Altar im genuesischen Barockstil und Intarsien aus mehrfarbigem Marmor hervorzuheben, ein Werk aus dem 18. Jahrhundert von Francesco Schiaffino, der auch das Kruzifix auf dem Hochaltar schuf. Die Böden der Seitenschiffe sind zu Füßen der Altäre mit zahlreichen Grabplatten genuesischer Persönlichkeiten aus verschiedenen Epochen bedeckt, darunter Veronica Spinola, Förderin der Erweiterung des Heiligtums, der Architekt Ippolito Cremona und die 1841 verstorbene Markgräfin Luigia Pallavicini, die durch die berühmte, ihr von Foscolo gewidmete Ode bekannt wurde.
Zahlreiche Gemälde und Fresken schmücken die Kirche:

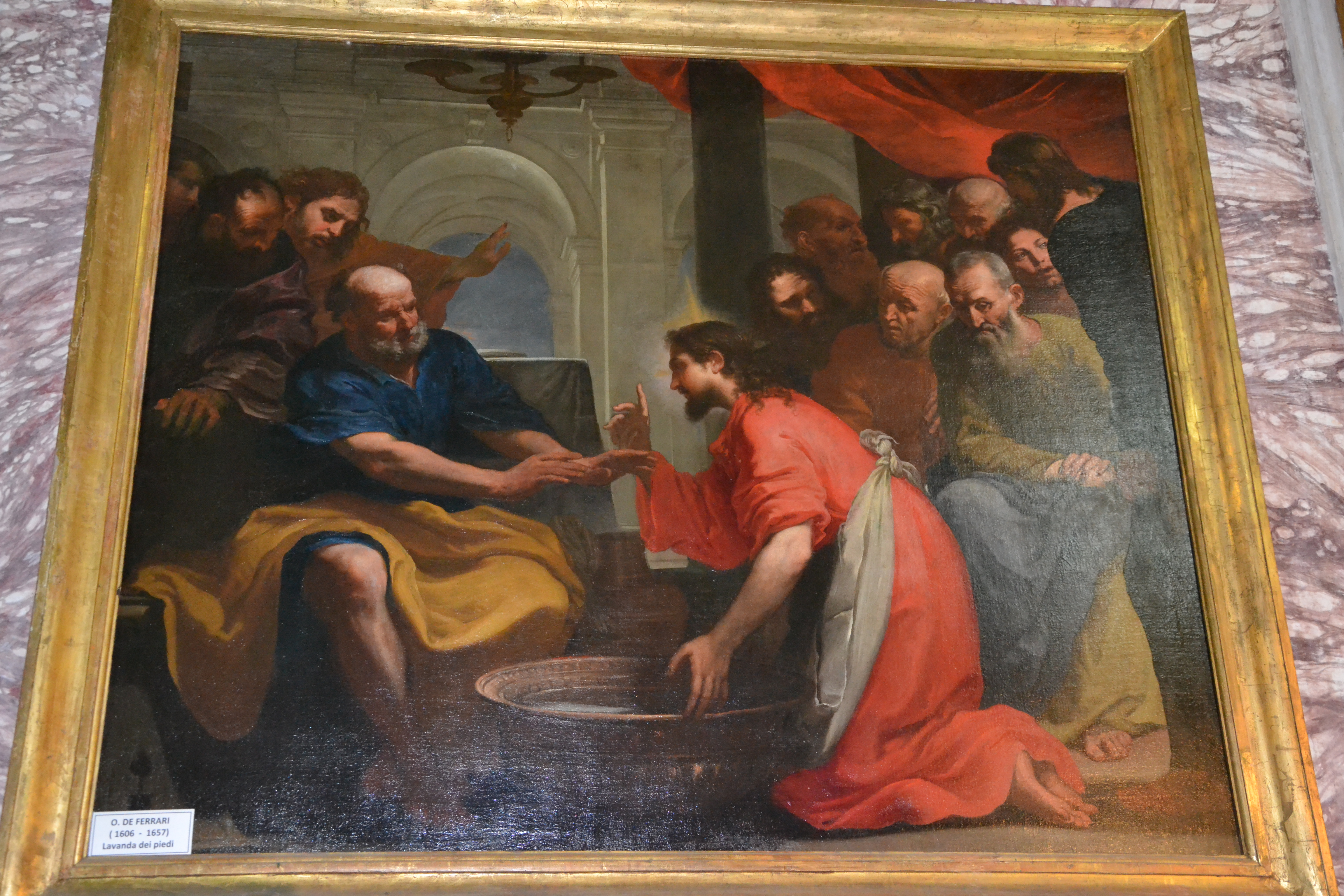
Fußwaschung von Orazio De Ferrari

- Johannes der Täufer, Ölgemälde von Angela Airola
- Augustinus, Ottavio Semino zugeschriebene Tafel
- Viaticum des Heiligen Hieronymus von Giovanni Battista Paggi (1620)
- Geburt Christi (1565) und Oration im Garten (1570) von Luca Cambiaso
- Franz von Sales von Francesco Campora
- Himmelfahrt Christi, von Giovanni Cambiaso
- Franz da Paola, Lazzaro Calvi zugeschrieben (16. Jahrhundert)
- Die Fußwaschung von Orazio De Ferrari
- Allerheiligen von Cesare Corte (16. Jahrhundert)
- Zwei Türen eines Reliquienschranks mit der Darstellung einer Madonna mit Kind und der hln. Antonius von Padua und Martin, von Valerio Castello
- Fresken aus dem 19. Jahrhundert von Giuseppe Isola (Krönung der Jungfrau Maria, Johannes in der Wüste und Streit im Tempel) und Giacomo Borzino (Episoden aus dem Leben des Heiligen Franziskus von Paola), alle um 1845 datiert.
- Fresko mit der Darstellung der Glorie des Heiligen Franziskus von Paola in der dem Heiligen geweihten Kapelle von Giuseppe Palmieri

Im angrenzenden Kreuzgang befinden sich Fresken aus dem 17. Jahrhundert von Ventura Salimbeni, Lazzaro Tavarone und den Brüdern Calvi, die die Wunder des Heiligen Franz von Paola darstellen.
1811, während der napoleonischen Besatzung, als viele italienische Kunstwerke in den Louvre gebracht wurden, wurden die Himmelfahrt von G. Cambiaso, die Geburt Christi von L. Cambiaso und der Heilige Hieronymus von Paggi aus der Kirche entfernt und später von der französischen Regierung nach dem Sturz Napoleons zurückgegeben.